# Anatole-Cyprien Coffard
Anatole-Cyprien Coffard, né le 4 octobre 1819 à Breuil-le-Vert et mort le 1er octobre 1886 à Paris, est un artisan et homme politique français.

## Biographie
Né le 4 octobre 1819 à Breuil-le-Vert, près de Clermont (Oise), Cyprien-Anatole-Sidoine Coffard est le fils de Marie-Geneviève-Angélique Cochet et de Nicolas-Joseph Coffard, charcutier.
Exerçant le métier de layetier-emballeur au no 18 de la rue de la Folie-Méricourt à Paris, Coffard y épouse Madeleine Chaput le 21 août 1841. Peu de temps après, il habite au no 12 de la même rue, où naît son fils Alexandre-Joseph-Cyprien le 8 juillet 1843, puis au no 17 de la rue des Trois-Bornes.
Membre de la garde nationale de l'ancien 6e arrondissement à l'époque de la Révolution française de 1848, Coffard en est sergent le 24 février, lors de l'attaque du poste du Château d'eau du Palais-Royal. Il aurait alors sauvé la vie du fils de l'amiral Baudin, que des insurgés avaient pris par erreur pour le duc de Nemours. Promu capitaine quelque temps plus tard, Coffard est accusé d'avoir pris part aux Journées de Juin. Arrêté le 28 juin puis jugé le 24 juillet, il est condamné à la transportation. Dans la nuit du 5 au 6 août, il est ainsi envoyé aux pontons de Brest à bord de l’Ulloa, qui relie Le Havre au grand port breton. Il est finalement gracié le 8 mars 1849.
De retour à Paris, il reprend ses activités de layetier-emballeur au no 31 (puis 21) de la rue des Trois-Bornes. Le 1er septembre 1852, alors qu'il travaille avec d'autres ouvriers à l'emballage de la statue équestre de Napoléon au rond-point des Champs-Élysées, il tient des propos offensants à l'encontre du prince-président Louis-Napoléon Bonaparte. Déclaré coupable d'offense envers le chef de l’État, il est condamné à six mois de prison et cent francs d'amende.
Avant 1865, Coffard acquiert la fabrique de crayons « Walter frères », également située dans la rue des Trois-Bornes.

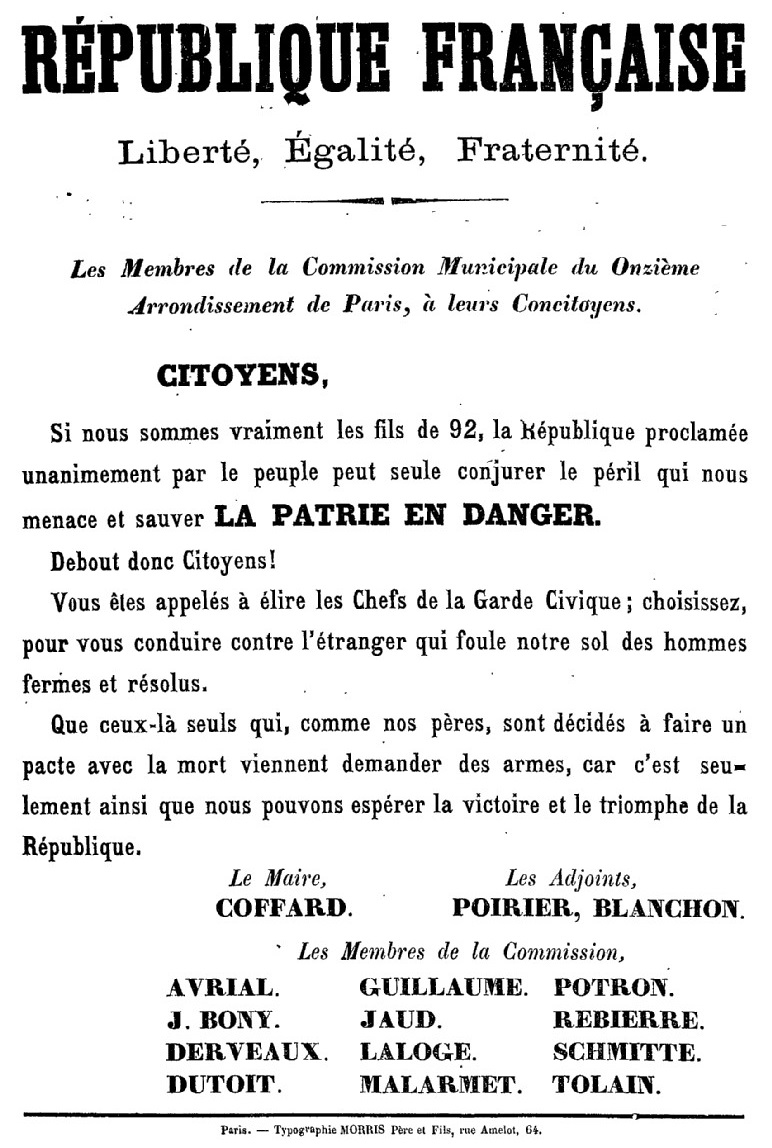
Affiche signée par Coffard, maire du 11e arrondissement, pour l'élection des officiers de la garde nationale.

Le 5 septembre 1870, au lendemain de la chute du Second Empire, le professeur Léonce Ribert (d) est nommé maire du 11e arrondissement de Paris. Il décline cependant ce mandat au profit du poste de préfet de la Vienne. Le maire de Paris Étienne Arago remplace donc aussitôt Ribert par Coffard, qui doit probablement sa nomination à son passé de transporté de Juin et d'opposant à l'empire.
Le passage de Coffard à la mairie de la place du Prince-Eugène est très bref, car il donne sa démission dès le 11 ou le 12 septembre. Il est ainsi remplacé par Jules Mottu le 15 septembre.
Sous la Commune, Coffard cosigne une proclamation adressée aux républicains de l'Oise par des Parisiens originaires de ce département. Ce manifeste, très critique envers le gouvernement de Versailles, prend la défense de la capitale insurgée et appelle les Isariens à appuyer sa revendication des « franchises municipales ». Quelques années après la répression de la Commune, Coffard participe à une souscription en faveur des communards amnistiés.
Anatole Coffard meurt le 1er octobre 1886 à son domicile du no 79 de la rue Saint-Maur. Il est inhumé le lendemain au Père-Lachaise (division 68).